# Synagoga Benedykta Zuckermanna we Wrocławiu
Synagoga Benedykta Zuckermanna we Wrocławiu – nieistniejąca prywatna synagoga, która znajdowała się we Wrocławiu, przy ulicy św. Antoniego 30.
Synagoga została założona w XIX wieku, z inicjatywy i funduszy Benedykta Zuckermanna. W 1891 roku została zlikwidowana.